# Pia Clemente
Pia Clemente (Manilla) is een Filipijns-Amerikaanse filmproducente. Haar korte film Our Time is Up werd in 2006 genomineerd voor een Oscar. Ze was daarmee de eerste persoon van Filipijnse origine die dit gelukt was.

## Biografie
Pia Clemente werd geboren in Manilla en emigreerde op driejarige leeftijd met haar ouders naar de Verenigde Staten, waar ze opgroeide in New Jersey. Na het afronden van haar middelbare school studeerde ze aan Barnard College, Columbia University, waar ze in 1993 haar bachelordiploma behaalde. Tijdens haar studietijd speelde ze tennis in de Ivy League en hield ze zich bezig met film en theater. De korte film Christmas in New York, die ze in haar studententijd maakte, won later een studenten Academy Award. In 1995 werd ze toegelaten op het American Film Institute in Los Angeles, waar ze twee jaar later haar masterdiploma behaalde.
Na haar afstuderen produceerde ze in 2000 de film The Debut, een film over Filipijnse immigranten die in de Verenigde Staten worstelen met hun identiteit. De film was behoorlijk succesvol en werd in bioscopen door de gehele Verenigde Staten vertoond. In 2000 trad ze tevens in dienst bij Orbit Productions, waar ze werkte als producent van met name tv-reclames. Ze produceerde onder andere commercials voor Volkswagen, Direct TV, Old Navy, Target, Rubbermaid, Bose, HP en Play Station 3.
In 2004 produceerde ze de korte film Our Time is Up. Deze korte film kreeg goede kritieken en werd in 2006 genomineerd voor een Academy Award. Hoewel de film de Oscar uiteindelijk niet won, werd ze wel gevraagd als lid van de Academy of Motion Picture Arts and Sciences en werd ze lid van de nominerende commissies voor de categorieën korte film en buitenlandse film.

## Filmografie

### Producent
- The Debut (2000)
- Our Time Is Up (2004), korte film
- The Awakening Fire (2008), korte film
- Where the Ocean Meets the Sky (2008), sportdocumentaire